# Poisat
Michel Poisat pour l'homme politique.
Poisat est une commune française située dans le département de l'Isère, en région Auvergne-Rhône-Alpes.
La commune se situe au sud-est de Grenoble et fait partie de l'intercommunalité de Grenoble-Alpes Métropole. Ses habitants sont dénommés les Poisatiers.

## Géographie

### Situation et description
La commune, qui s'est développe sur les bordures orientales de la montagne des Quatre-seigneurs et du plateau de Champagnier, est entourée des massifs du Vercors, de la Chartreuse et de Taillefer.
Il s'agit d'une commune de taille modeste, fortement urbanisée dans sa partie est et parsemée de grandes parties boisées dans sa partie sud, adhérente à l'intercommunalité de la métropole de Grenoble.

### Communes limitrophes
|        | Saint-Martin-d'Hères | Gières  |
| Eybens | Poisat               |         |
|        | Brié-et-Angonnes     | Herbeys |

### Climat
Pour des articles plus généraux, voir Climat d'Auvergne-Rhône-Alpes et Climat de l'Isère.
En 2010, le climat de la commune est de type climat des marges montargnardes, selon une étude du Centre national de la recherche scientifique s'appuyant sur une série de données couvrant la période 1971-2000. En 2020, Météo-France publie une typologie des climats de la France métropolitaine dans laquelle la commune est exposée à un climat de montagne ou de marges de montagne et est dans la région climatique  Alpes du nord, caractérisée par une pluviométrie annuelle de 1 200 à 1 500 mm, irrégulièrement répartie en été. 
Pour la période 1971-2000, la température annuelle moyenne est de 11,6 °C, avec une amplitude thermique annuelle de 19 °C. Le cumul annuel moyen de précipitations est de 1 306 mm, avec 10,5 jours de précipitations en janvier et 6,7 jours en juillet. Pour la période 1991-2020, la température moyenne annuelle observée sur la station météorologique de Météo-France la plus proche, « Grenoble - Lvd », sur la commune du Versoud à 10 km à vol d'oiseau, est de 12,6 °C et le cumul annuel moyen de précipitations est de 981,1 mm,. Pour l'avenir, les paramètres climatiques de la commune estimés pour 2050 selon différents scénarios d'émission de gaz à effet de serre sont consultables sur un site dédié publié par Météo-France en novembre 2022.

### Hydrographie
Le territoire communal n'est traversé par aucun cours d'eau notable.

### Voies de communication et transport
Le territoire communal est situé en dehors des grands axes de circulation et n'abrite aucune gare ferroviaire mais elle est desservie les autobus du réseau des transports de l'agglomération grenobloise (TAG). La gare ferroviaire la plus proche est la gare de Grenoble-Universités-Gières située à moins de trois kilomètres du centre de la commune et desservie par des trains TER Auvergne-Rhône-Alpes.

## Urbanisme

### Typologie
Au 1er janvier 2024, Poisat est catégorisée grand centre urbain, selon la nouvelle grille communale de densité à sept niveaux définie par l'Insee en 2022.
Elle appartient à l'unité urbaine de Grenoble, une agglomération intra-départementale regroupant 38  communes, dont elle est une commune de la banlieue,,. Par ailleurs la commune fait partie de l'aire d'attraction de Grenoble, dont elle est une commune du pôle principal,. Cette aire, qui regroupe 204 communes, est catégorisée dans les aires de 700 000 habitants ou plus (hors Paris),.

### Occupation des sols
L'occupation des sols de la commune, telle qu'elle ressort de la base de données européenne d’occupation biophysique des sols Corine Land Cover (CLC), est marquée par l'importance des forêts et milieux semi-naturels (55,2 % en 2018), en diminution par rapport à 1990 (61,4 %). La répartition détaillée en 2018 est la suivante : 
forêts (55,2 %), zones urbanisées (21,2 %), prairies (21,1 %), zones agricoles hétérogènes (2,2 %), zones industrielles ou commerciales et réseaux de communication (0,3 %). L'évolution de l’occupation des sols de la commune et de ses infrastructures peut être observée sur les différentes représentations cartographiques du territoire : la carte de Cassini (XVIIIe siècle), la carte d'état-major (1820-1866) et les cartes ou photos aériennes de l'IGN pour la période actuelle (1950 à aujourd'hui).

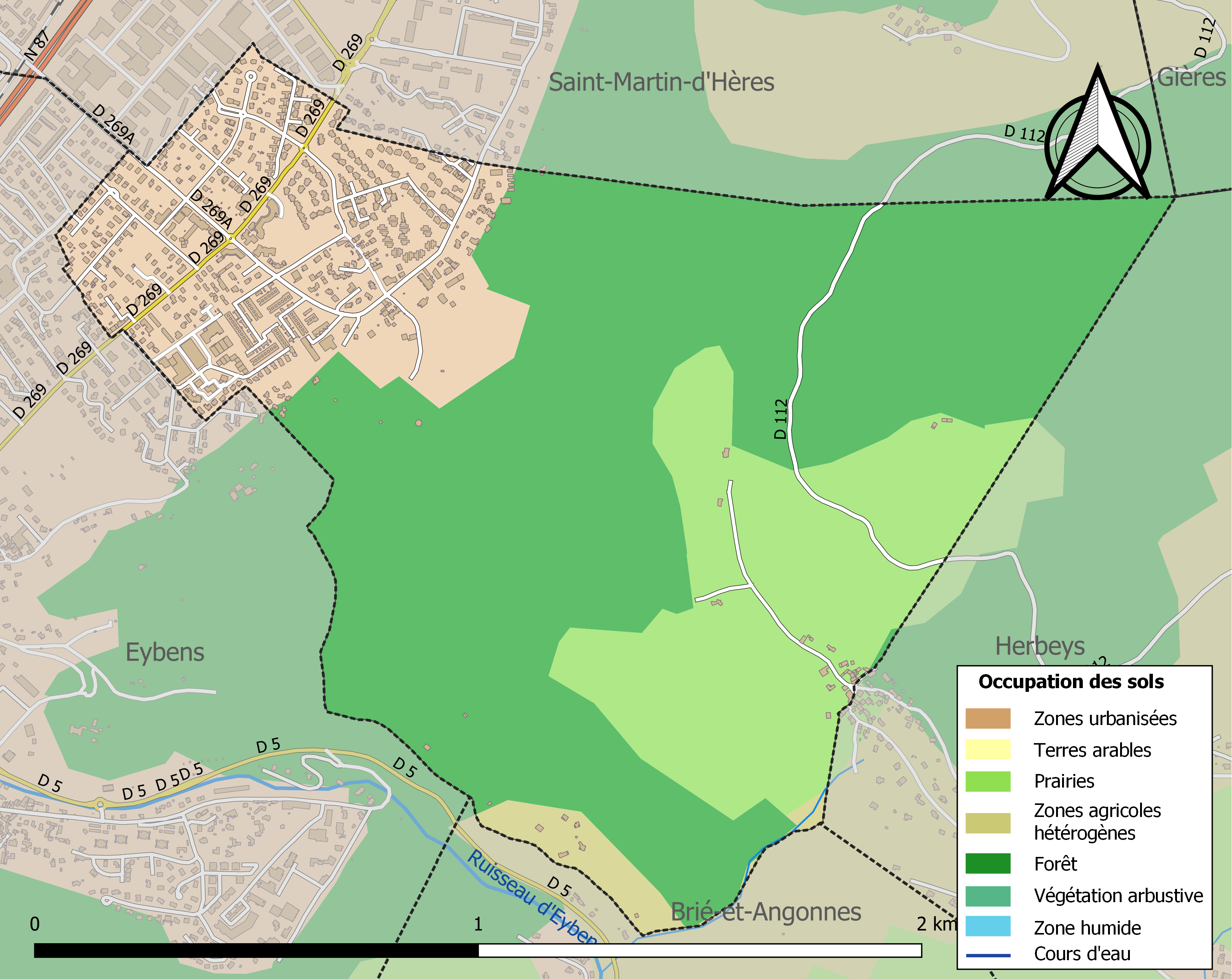
Carte des infrastructures et de l'occupation des sols de la commune en 2018 (CLC).

### Risques naturels et technologiques

#### Risques sismiques
L'ensemble du territoire de Poisat est situé en zone de sismicité n°4 (sur une échelle de 1 à 5), comme l'ensemble du territoire de l'agglomération grenobloise.
| Type de zone | Niveau            | Définitions (bâtiment à risque normal) |
| ------------ | ----------------- | -------------------------------------- |
| Zone 4       | Sismicité moyenne | accélération = 1,6 m/s2                |

### Lieux-dits et écarts
Le territoire urbain de Poisat, très réduit en superficie, ne compte pas de quartiers identifiés. La commune compte cependant de nombreux bois : bois de Pératière, bois de Pisalis, bois de Jaillot, bois de Champanot.
- Bien que très proche des hauteurs de Poisat, le hameau nommé Le Bigot est en fait situé sur la commune voisine de Saint-Martin-d'Hères. Le hameau de Romage est partagé avec la commune d'Herbeys.
- Le hameau de Tavernolles, bien que longtemps partagé entre Poisat et Brié-et-Angonnes a entièrement été rattaché à cette dernière commune par décret du 27 octobre 1972, représentant une perte de 121 hectares et de 139 habitants[16].

## Toponymie
Le nom de « Poysat » est cité dès le XVIe siècle. Il désigne un endroit où l'on puise l'eau, du latin puteus, « trou, fosse », « gouffre, fosse très profonde », « puits d’eau vive » ou même « puits de mine » et du diminutif en -at. Son sens s’est ensuite étendu au « trou creusé pour atteindre une nappe d’eau souterraine ».

## Histoire
Le territoire sur lequel se trouve la commune de Poisat était un espace fréquemment inondé, marécageux et insalubre pendant des siècles. Le logo actuel de la commune réunit ces deux éléments historique : le puits et le roseau.
Le camp militaire du 4e de Génie installé au-dessus de Poisat depuis la fin du XIXe siècle, faisait partie du système de défense mis en place par le général Raymond Alphonse Séré de Rivières autour de Grenoble. Ce camp pour l’entraînement des troupes fut abandonné après la seconde guerre mondiale après que des milliers de soldats y sont venus en manœuvres.
Poisat était auparavant un quartier de Saint-Martin-d'Hères.[réf. nécessaire]

## Politique et administration

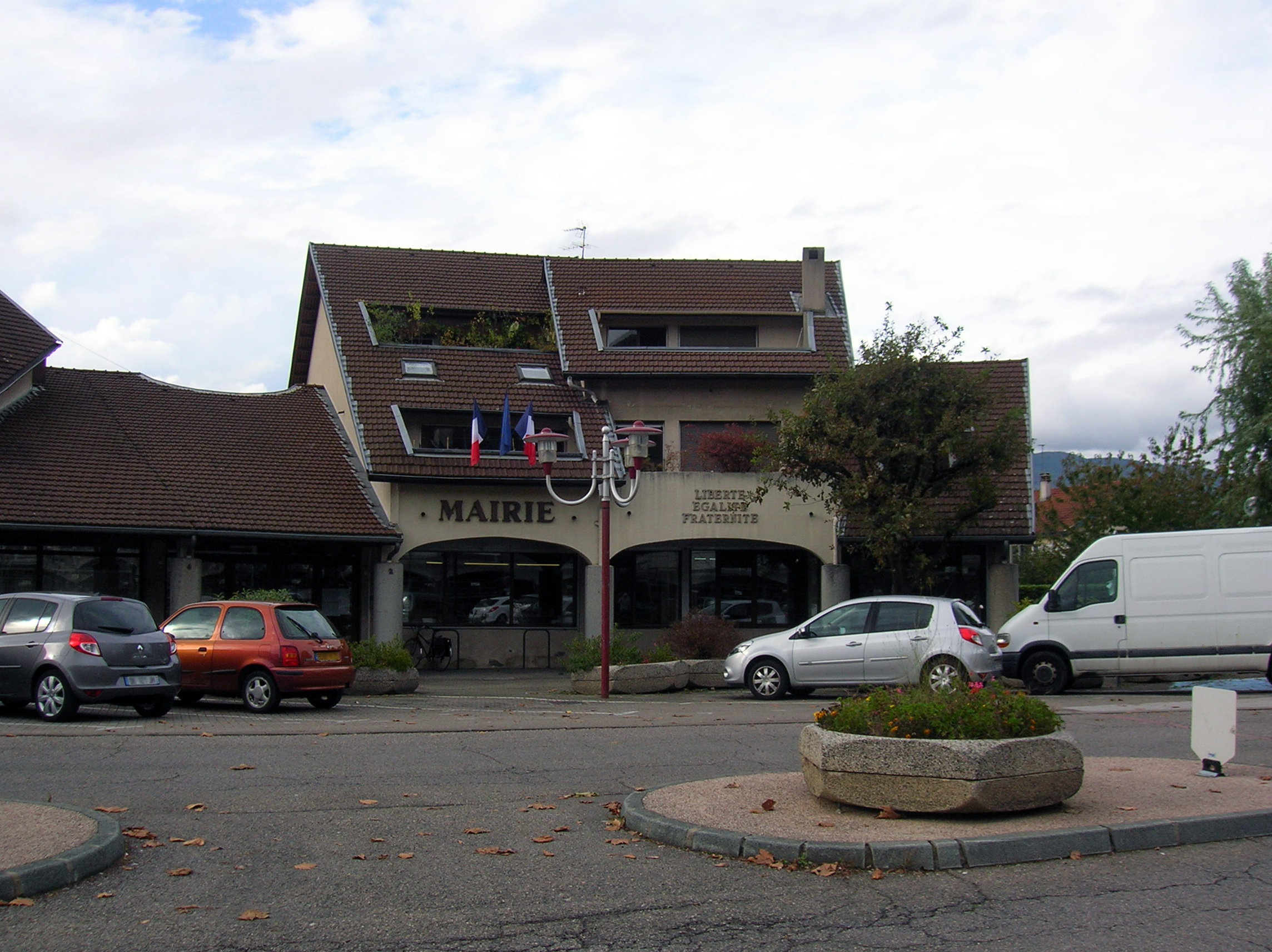
La mairie de Poisat.

### Liste des maires
| Période                                  | Période  | Identité               | Étiquette | Qualité                                            |
| ---------------------------------------- | -------- | ---------------------- | --------- | -------------------------------------------------- |
| 1799                                     | 1808     | Antoine Billon         |           |                                                    |
| 1808                                     | 1837     | Joseph Bouvier         |           |                                                    |
| 1837                                     | 1855     | Jean-Joachim Drevot    |           |                                                    |
| 1855                                     | 1856     | Claude-Albin Gras      |           |                                                    |
| 1856                                     | 1860     | Jacques Bonnier        |           |                                                    |
| 1860                                     | 1865     | Joseph Bouvier         |           |                                                    |
| 1865                                     | 1870     | Etienne Patras         |           |                                                    |
| 1870                                     | 1872     | Jean Bonniot           |           |                                                    |
| 1872                                     | 1873     | Félix Billet           |           |                                                    |
| 1873                                     | 1878     | Joseph Vigier          |           |                                                    |
| 1878                                     | 1885     | Etienne Patras         |           |                                                    |
| 1885                                     | 1888     | Henri Colin            |           |                                                    |
| 1888                                     | 1896     | Hippolyte Fayolle      |           |                                                    |
| 1896                                     | 1900     | Jacques Bonniot        |           |                                                    |
| 1900                                     | 1917     | Hippolyte Fayolle      |           |                                                    |
| 1917                                     | 1938     | Jean Vigier            |           |                                                    |
| 1938                                     | 1945     | Rémy Balme             |           |                                                    |
| 1945                                     | 1965     | Hippolyte Lhenry       |           |                                                    |
| 1965                                     | 1971     | Georges Vagnon         |           |                                                    |
| 1971                                     | 1977     | René Robin             |           |                                                    |
| 1977                                     | 1991     | Pierre Bon             | PS        | Ingénieur                                          |
| 1991                                     | 2001     | Jean-François Delaroue | PS        |                                                    |
| 2001                                     | 2014     | Jean-Marc Uhry         | PS        | Médecin Vice-président de Grenoble Alpes Métropole |
| 2014                                     | En cours | Ludovic Bustos         | PS        | Vice-président de Grenoble Alpes Métropole         |
| Les données manquantes sont à compléter. |          |                        |           |                                                    |

## Population et société

### Démographie
L'évolution du nombre d'habitants est connue à travers les recensements de la population effectués dans la commune depuis 1793. Pour les communes de moins de 10 000 habitants, une enquête de recensement portant sur toute la population est réalisée tous les cinq ans, les populations de référence des années intermédiaires étant quant à elles estimées par interpolation ou extrapolation. Pour la commune, le premier recensement exhaustif entrant dans le cadre du nouveau dispositif a été réalisé en 2004.

En 2022, la commune comptait 2 120 habitants, en évolution de −3,99 % par rapport à 2016 (Isère : +3,07 %, France hors Mayotte : +2,11 %).
| 1793 | 1800 | 1806 | 1821 | 1831 | 1836 | 1841 | 1846 | 1851 |
| ---- | ---- | ---- | ---- | ---- | ---- | ---- | ---- | ---- |
| 232  | 283  | 260  | 265  | 340  | 355  | 337  | 338  | 315  |

| 1856 | 1861 | 1866 | 1872 | 1876 | 1881 | 1886 | 1891 | 1896 |
| ---- | ---- | ---- | ---- | ---- | ---- | ---- | ---- | ---- |
| 308  | 282  | 285  | 263  | 315  | 285  | 643  | 257  | 247  |

| 1901 | 1906 | 1911 | 1921 | 1926 | 1931 | 1936 | 1946 | 1954 |
| ---- | ---- | ---- | ---- | ---- | ---- | ---- | ---- | ---- |
| 221  | 221  | 216  | 233  | 246  | 257  | 263  | 256  | 456  |

| 1962 | 1968  | 1975  | 1982  | 1990  | 1999  | 2004  | 2006  | 2009  |
| ---- | ----- | ----- | ----- | ----- | ----- | ----- | ----- | ----- |
| 744  | 1 074 | 1 663 | 2 056 | 2 139 | 2 081 | 2 065 | 2 088 | 2 083 |

| 2014  | 2019  | 2022  | - | - | - | - | - | - |
| ----- | ----- | ----- | - | - | - | - | - | - |
| 2 174 | 2 127 | 2 120 | - | - | - | - | - | - |

### Enseignement

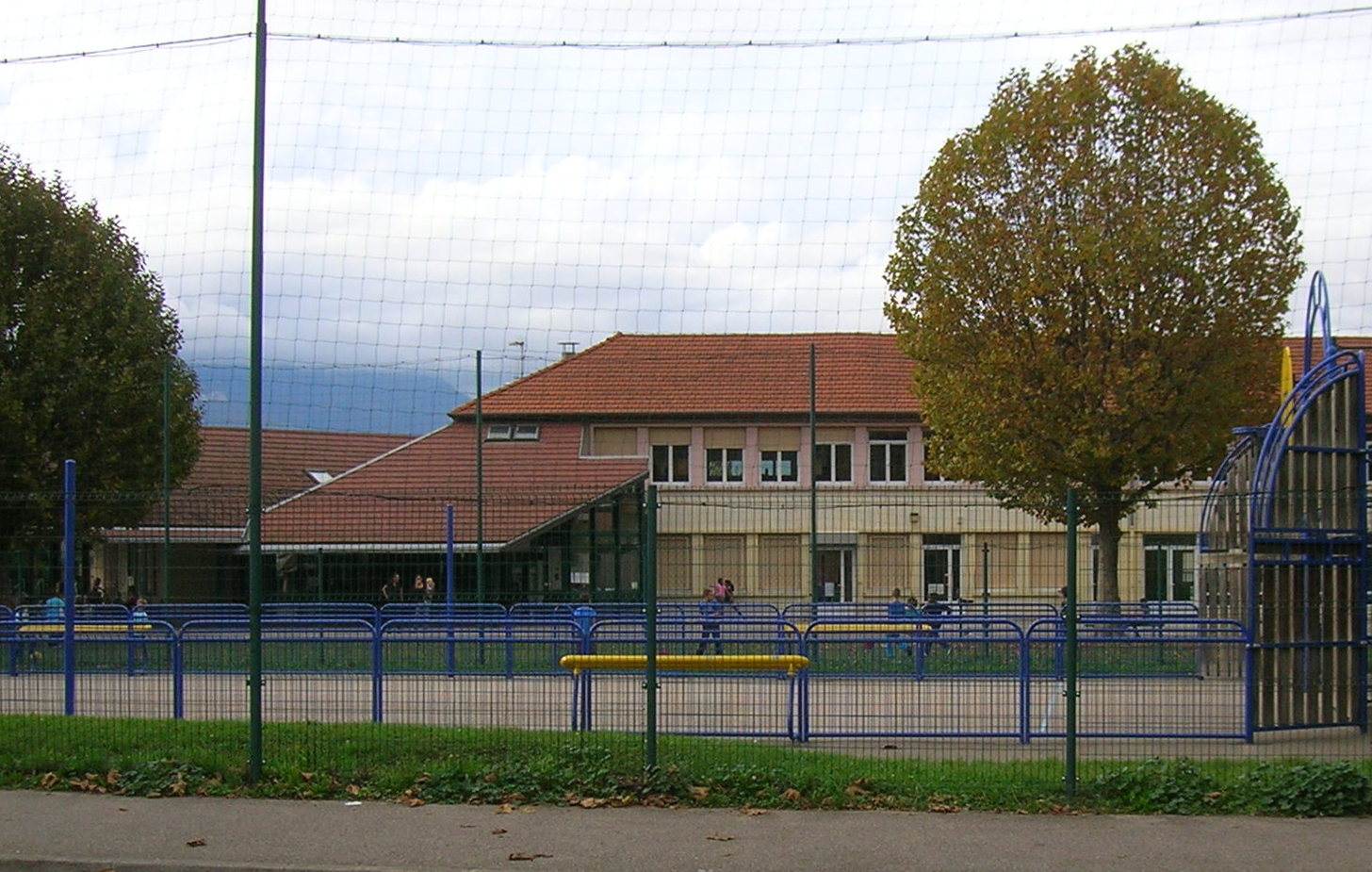
École élémentaire et terrain de basket.

- École élémentaire Jean Mermoz, 18 rue Claude Debussy
- École maternelle Gérard Philipe, 3, place Gérard Philipe

### Manifestations culturelles et festivités

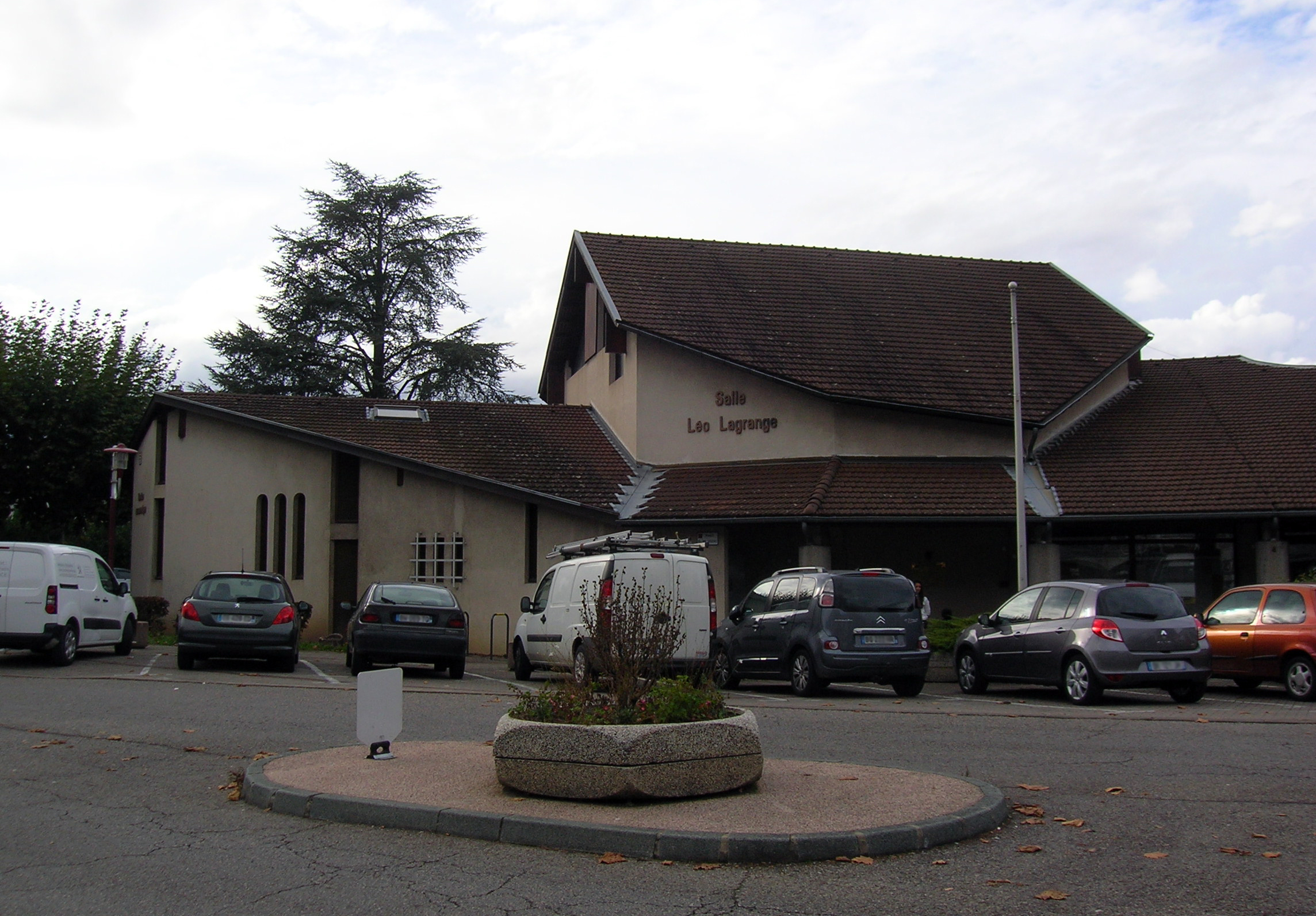
Salle Léo-Lagrange.

- Espace culturel Léo-Lagrange.

### Cultes
Le cimetière de Poisat est un des seuls du département à disposer d'un carré musulman depuis 1995[réf. nécessaire].
L'église de Poisat, propriété de la commune est desservie par les prètres de la paroisse « La Sainte Trinité », elle-même rattachée au diocèse de Grenoble-Vienne.

## Économie
La commune fait partiellement partie de l'aire géographique de production et transformation du « Bois de Chartreuse », la première AOC de la filière Bois en France.

## Culture et patrimoine

### Lieux et monuments
- Le château Perrière, datant du XIXe siècle[24].
- L'église, datant du XIXe siècle[24].
- Le camp de Poisat, vestige du site militaire du IV génie.
- La croix de 1780, érigée par la famille Perrier.

### Sites naturels
- Le parc Hubert-Doubedout, proche de la forêt du Mûrier et contigu au territoire de Saint-Martin d'Hères, fait partie de la Frange Verte de l'agglomération grenobloise. Il s'étende sur 49,8 hectares dont 44,4 sont la propriété de la Grenoble-Alpes Métropole et il est accessible aux promeneurs toute l'année[25].

### Personnalités liées à la commune
- Camille Teisseire, né en 1764, agent national de la Convention, liquoriste, poursuivit l'assèchement des marais débuté par son père[26],[27]
- Achille Chaper, gendre du précédent, préfet et maître de forges à Pinsot, demeura dans la commune à la fin de sa vie[28],[29].

### Héraldique
| Blason de Poisat | Blason  | D’or au puits de sable maçonné du champ mouvant de la pointe et du flanc senestre, adextré de filets en fasce symbolisant le marais sommé d’un roseau feuillé d’un pièce en barre mouvant du flanc dextre, le tout aussi de sable. |
| Blason de Poisat | Détails | Le statut officiel du blason reste à déterminer. |